# Gibson (Geòrgia)
Gibson és una població dels Estats Units a l'estat de Geòrgia. Segons el cens del 2000 tenia 694 habitants.

## Demografia
Segons el cens del 2000, Gibson tenia 694 habitants, 267 habitatges, i 166 famílies. La densitat de població era de 257,6 habitants/km².
Dels 267 habitatges en un 25,5% hi vivien nens de menys de 18 anys, en un 46,1% hi vivien parelles casades, en un 14,2% dones solteres, i en un 37,5% no eren unitats familiars. En el 34,5% dels habitatges hi vivien persones soles el 17,6% de les quals corresponia a persones de 65 anys o més que vivien soles. El nombre mitjà de persones vivint en cada habitatge era de 2,21 i el nombre mitjà de persones que vivien en cada família era de 2,8.
Per edats la població es repartia de la següent manera: un 18,6% tenia menys de 18 anys, un 6,5% entre 18 i 24, un 22,3% entre 25 i 44, un 21,6% de 45 a 60 i un 31% 65 anys o més.
L'edat mediana era de 48 anys. Per cada 100 dones de 18 o més anys hi havia 66,2 homes.
La renda mediana per habitatge era de 18.667 $ i la renda mediana per família de 31.364 $. Els homes tenien una renda mediana de 30.729 $ mentre que les dones 18.500 $. La renda per capita de la població era de 12.058 $. Entorn del 15,3% de les famílies i el 32,1% de la població estaven per davall del llindar de pobresa.

## Poblacions més properes
El següent diagrama mostra les poblacions més properes.